# Copa Mundial Junior de Hockey Masculino de 2009
La Copa Mundial Junior de Hockey Masculino de 2009 fue la novena edición del torneo mundial de selecciones masculinas juveniles de hockey sobre césped. Se disputó conjuntamente en Johor Bahru, Malasia y Singapur entre el  7 y el  21 de junio de 2009. Participaron 20 selecciones nacionales.
En la final, Alemania se impuso 3-1 a Países Bajos. De esta manera, se coronó campeón mundial por quinta vez.

## Primera fase

### Grupo A
| Equipo    | PJ | PG | PE | PP | GF | GC | DG  | Pts |
| --------- | -- | -- | -- | -- | -- | -- | --- | --- |
| Argentina | 4  | 3  | 0  | 1  | 17 | 7  | +10 | 9   |
| Pakistán  | 4  | 3  | 0  | 1  | 14 | 6  | +8  | 9   |
| Bélgica   | 4  | 3  | 0  | 1  | 13 | 6  | +7  | 9   |
| Egipto    | 4  | 1  | 0  | 3  | 5  | 11 | -6  | 3   |
| Rusia     | 4  | 0  | 0  | 4  | 6  | 25 | -19 | 0   |

| 7 de junio de 2009 | Bélgica                                              | 5:1 | Egipto      |                                        |                                        |
|                    | Peeters 24', 67', 69' · Pangrazio 36' · De Paeuw 70' |     | 41' Ghabran | Árbitro(s): Raghu Prasad Hichem Azaiez | Árbitro(s): Raghu Prasad Hichem Azaiez |

| 7 de junio de 2009 | Pakistán                                                   | 7:2 | Rusia                    |                                                   |                                                   |
|                    | Khan 6', 49', 66' · Rasool 21' · Zubair 53' · Ali 56', 70' |     | 28' Mayorov · 52' Yankun | Árbitro(s): Kanaisan Kanapathy Daniel López Ramos | Árbitro(s): Kanaisan Kanapathy Daniel López Ramos |

| 8 de junio de 2009 | Egipto | 0:3 | Pakistán                |                                        |                                        |
|                    |        |     | 46', 54' Khan · 50' Ali | Árbitro(s): Chris Wilson Jang Jung-min | Árbitro(s): Chris Wilson Jang Jung-min |

| 8 de junio de 2009 | Rusia                         | 3:9 | Argentina                                                                                |                                         |                                         |
|                    | Mayorov 33' · Yankun 61', 70' |     | 9' Salis · 14', 30', 31', 66' Barreiros · 23' Tolini · 26', 49' Mazzilli · 63' Agulleiro | Árbitro(s): Satoshi Kondo Ayden Shrives | Árbitro(s): Satoshi Kondo Ayden Shrives |

| 9 de junio de 2009 | Argentina                      | 3:0 | Bélgica |                                    |                                    |
|                    | Mazzilli 40' · Andino 53', 69' |     |         | Árbitro(s): Nigel Iggo Adam Kearns | Árbitro(s): Nigel Iggo Adam Kearns |

| 10 de junio de 2009 | Rusia | 0:3 | Egipto          |                                         |                                         |
|                     |       |     | 32' · 58' · 62' | Árbitro(s): Lim Hong Zhen Haider Rasool | Árbitro(s): Lim Hong Zhen Haider Rasool |

| 11 de junio de 2009 | Bélgica                                                                | 6:1 | Rusia       |                                                 |                                                 |
|                     | Thys 13' · Denayer 46' · Peters 52' · Herbert 63', 65' · Pangrazio 68' |     | 34' Mayorov | Árbitro(s): Germán Montes de Oca Marcin Grochal | Árbitro(s): Germán Montes de Oca Marcin Grochal |

| 11 de junio de 2009 | Pakistán               | 3:2 | Argentina                |                                         |                                         |
|                     | Irfan 64' · Zubair 66' |     | 7' Tolini · 56' Montelli | Árbitro(s): Warren McCully Raghu Prasad | Árbitro(s): Warren McCully Raghu Prasad |

| 12 de junio de 2009 | Egipto      | 1:3 | Argentina                      |                                            |                                            |
|                     | Ghabran 27' |     | 21', 39' Montelli · 49' Tolini | Árbitro(s): Jang Jung-min Richmond Attipoe | Árbitro(s): Jang Jung-min Richmond Attipoe |

| 12 de junio de 2009 | Bélgica                | 2:1 | Pakistán |                                               |                                               |
|                     | Denayer 41' · Boon 65' |     | 35' Khan | Árbitro(s): Satoshi Kondo Roderick Wijsmuller | Árbitro(s): Satoshi Kondo Roderick Wijsmuller |

### Grupo B
| Equipo    | PJ | PG | PE | PP | GF | GC | DG  | Pts |
| --------- | -- | -- | -- | -- | -- | -- | --- | --- |
| Australia | 4  | 3  | 1  | 0  | 13 | 2  | +11 | 10  |
| Alemania  | 4  | 3  | 1  | 0  | 13 | 2  | +11 | 10  |
| Sudáfrica | 4  | 1  | 1  | 2  | 7  | 8  | -1  | 4   |
| Japón     | 4  | 1  | 1  | 2  | 6  | 11 | -5  | 4   |
| Chile     | 4  | 0  | 0  | 4  | 2  | 18 | -16 | 0   |

| 7 de junio de 2009 | Japón         | 1:1 | Sudáfrica    |                                         |                                         |
|                    | K. Tanaka 35' |     | 17' Vervoort | Árbitro(s): Daniel Barstow Chris Wilson | Árbitro(s): Daniel Barstow Chris Wilson |

| 7 de junio de 2009 | Alemania                                                           | 5:0 | Chile |                                        |                                        |
|                    | Matania 1' · Schacht 16' · Fuhrmann 34' · Fleckaus 39' · Grell 67' |     |       | Árbitro(s): Lim Hong Zhen Vincent Loos | Árbitro(s): Lim Hong Zhen Vincent Loos |

| 8 de junio de 2009 | Chile | 0:4 | Australia                                                 |                                             |                                             |
|                    |       |     | 2' T. Bates · 30' Whetton · 43' Govers · 58' Kleinschmidt | Árbitro(s): Richmond Attipoe Marcin Grochal | Árbitro(s): Richmond Attipoe Marcin Grochal |

| 8 de junio de 2009 | Sudáfrica | 0:4 | Alemania                                            |                                            |                                            |
|                    |           |     | 7' Fuhrmann · 17' Fuchs · 33' Miltkau · 36' Matania | Árbitro(s): Hichem Azaiez Marcelo Servetto | Árbitro(s): Hichem Azaiez Marcelo Servetto |

| 9 de junio de 2009 | Australia                                                                           | 6:1 | Japón      |                                        |                                        |
|                    | T. Bates 22' · T. White 25' · Bausor 32' · Whetton 37' · Pollard 56' · M. Bates 67' |     | 7' Asakura | Árbitro(s): Jang Jung-min Saleem Aaron | Árbitro(s): Jang Jung-min Saleem Aaron |

| 10 de junio de 2009 | Chile       | 1:6 | Sudáfrica                                                                      |                                                    |                                                    |
|                     | Richter 58' |     | 7', 20' Vervoort · 13' Paton · 35' Panther · 42' Van Helsdingen · 57' Khanyile | Árbitro(s): Roderick Wijsmuller Kanaisan Kanapathy | Árbitro(s): Roderick Wijsmuller Kanaisan Kanapathy |

| 11 de junio de 2009 | Japón                                       | 3:1 | Chile      |                                                 |                                                 |
|                     | Asakura 22' · Yoshikawa 31' · K. Tanaka 67' |     | 26' Binder | Árbitro(s): Richmond Attipoe Kanaisan Kanapathy | Árbitro(s): Richmond Attipoe Kanaisan Kanapathy |

| 11 de junio de 2009 | Alemania    | 1:1 | Australia  |                                                  |                                                  |
|                     | Miltkau 65' |     | 21' Gohdes | Árbitro(s): Roderick Wijsmuller Marcelo Servetto | Árbitro(s): Roderick Wijsmuller Marcelo Servetto |

| 12 de junio de 2009 | Australia                       | 2:0 | Sudáfrica |                                      |                                      |
|                     | M. Bates 11' · Kleinschmidt 18' |     |           | Árbitro(s): Ahmed Youssef Nigel Iggo | Árbitro(s): Ahmed Youssef Nigel Iggo |

| 12 de junio de 2009 | Alemania                    | 3:1 | Japón       |                                                |                                                |
|                     | Schacht 5', 57' · Klein 10' |     | 22' R. Kubo | Árbitro(s): Haider Rasool Germán Montes de Oca | Árbitro(s): Haider Rasool Germán Montes de Oca |

| 12 de junio de 2009 | Australia                                  | vs. (4:3 p.)               | Alemania                              |  |  |
|                     |                                            | Tiros desde el punto penal |                                       |  |  |
|                     | Govers Bausor Gohdes Kleinschmidt T. White |                            | Häner Schacht Matania Klein Hablawetz |  |  |

### Grupo C
| Equipo         | PJ | PG | PE | PP | GF | GC | DG  | Pts |
| -------------- | -- | -- | -- | -- | -- | -- | --- | --- |
| Corea del Sur  | 4  | 3  | 1  | 0  | 12 | 2  | +10 | 10  |
| España         | 4  | 2  | 1  | 1  | 14 | 5  | +9  | 7   |
| Malasia        | 4  | 2  | 1  | 1  | 9  | 7  | +2  | 7   |
| Inglaterra     | 4  | 1  | 1  | 2  | 7  | 5  | +2  | 4   |
| Estados Unidos | 4  | 0  | 0  | 4  | 2  | 25 | -23 | 0   |

| 7 de junio de 2009 | Corea del Sur                                                                     | 7:0 | Estados Unidos |                                          |                                          |
|                    | Lim 9', 25', 29' · Kang Moon-ky 18' · Kang Moon-kw 44' · Lee Do. 47' · Kim J. 58' |     |                | Árbitro(s): Ahmed Youssef Marcin Grochal | Árbitro(s): Ahmed Youssef Marcin Grochal |

| 7 de junio de 2009 | Inglaterra | 0:1 | Malasia |                                             |                                             |
|                    |            |     | 29'     | Árbitro(s): Roderick Wijsmuller Adam Kearns | Árbitro(s): Roderick Wijsmuller Adam Kearns |

| 8 de junio de 2009 | Estados Unidos | 0:9 | España                                                                                     |                                      |                                      |
|                    |                |     | 21' García · 23', 52' Piera · 28' Arana · 43' Oliva · 47', 69', 70' Dabanch · 61' Lleonart | Árbitro(s): Nigel Iggo Lim Hong Zhen | Árbitro(s): Nigel Iggo Lim Hong Zhen |

| 8 de junio de 2009 | Malasia | 0:2 | Corea del Sur                |                                                 |                                                 |
|                    |         |     | 5' Kang Moon-ky. · 55' Jeong | Árbitro(s): Warren McCully Germán Montes de Oca | Árbitro(s): Warren McCully Germán Montes de Oca |

| 9 de junio de 2009 | España                   | 2:1 | Inglaterra     |                                             |                                             |
|                    | Piera 13' · Lleonart 35' |     | 69' Edmonstone | Árbitro(s): Daniel López Ramos Raghu Prasad | Árbitro(s): Daniel López Ramos Raghu Prasad |

| 10 de junio de 2009 | Malasia | 5:2 | Estados Unidos             |                                            |                                            |
|                     | Faizal  |     | 29' Szoke · 58' Cunningham | Árbitro(s): Satoshi Kondo Richmond Attipoe | Árbitro(s): Satoshi Kondo Richmond Attipoe |

| 11 de junio de 2009 | Inglaterra                             | 4:0 | Estados Unidos |                                      |                                      |
|                     | Weir 24' · Kinder 36', 38' · Gregg 51' |     |                | Árbitro(s): Vincent Loos Chen Dekang | Árbitro(s): Vincent Loos Chen Dekang |

| 11 de junio de 2009 | Corea del Sur | 1:0 | España |                                          |                                          |
|                     | Seo 49'       |     |        | Árbitro(s): Ayden Schrives Hichem Azaiez | Árbitro(s): Ayden Schrives Hichem Azaiez |

| 12 de junio de 2009 | Corea del Sur          | 2:2 | Inglaterra             |                                         |                                         |
|                     | Kang 52' · Lee Do. 63' |     | 6' Gregg · 56' Beckett | Árbitro(s): Warren McCully Chris Wilson | Árbitro(s): Warren McCully Chris Wilson |

| 12 de junio de 2009 | España                                | 3:3 | Malasia         |                                       |                                       |
|                     | Oliva 20' · García 22' · Lleonart 50' |     | 10', 62' Faizal | Árbitro(s): Vincent Loos Raghu Prasad | Árbitro(s): Vincent Loos Raghu Prasad |

### Grupo D
| Equipo        | PJ | PG | PE | PP | GF | GC | DG  | Pts |
| ------------- | -- | -- | -- | -- | -- | -- | --- | --- |
| Países Bajos  | 4  | 3  | 1  | 0  | 20 | 6  | +14 | 10  |
| Nueva Zelanda | 4  | 2  | 2  | 0  | 15 | 6  | +9  | 8   |
| India         | 4  | 2  | 1  | 1  | 18 | 7  | +11 | 7   |
| Polonia       | 4  | 1  | 0  | 3  | 7  | 20 | -13 | 3   |
| Singapur      | 4  | 0  | 0  | 4  | 2  | 23 | -21 | 0   |

| 7 de junio de 2009 | Países Bajos                                                                                   | 8:0 | Singapur |                                          |                                          |
|                    | Kemperman 10' · Van der Weerden 17', 20' · De Voogd 26', 49', 55' · Siebinga 47' · Musters 69' |     |          | Árbitro(s): Ayden Shrives Warren McCully | Árbitro(s): Ayden Shrives Warren McCully |

| 7 de junio de 2009 | Nueva Zelanda                                                                      | 8:1 | Polonia         |                                               |                                               |
|                    | S. Child 9', 16', 26', 66' · Bartholomew 46' · Neal 52' · Inglis 53' · Panchia 69' |     | 33' Raciniewski | Árbitro(s): Saleem Aaron Germán Montes de Oca | Árbitro(s): Saleem Aaron Germán Montes de Oca |

| 8 de junio de 2009 | Polonia                         | 2:7 | Países Bajos                                                                                     |                                      |                                      |
|                    | Siejkowski 14' · Nowakowski 48' |     | 16', 24' Van der Weerden · 28' Pruijser · 35' Brasem · 36' De Voogd · 49' Bakker · 60' Kemperman | Árbitro(s): Chen Dekang Vincent Loos | Árbitro(s): Chen Dekang Vincent Loos |

| 8 de junio de 2009 | Singapur | 0:10 | India                                                                    |                                          |                                          |
|                    |          |      | 5', 51', 55' Mujtaba · 15', 18', 29', 66' Ram · 26' D. Singh · 29' Antil | Árbitro(s): Haider Rasool Daniel Barstow | Árbitro(s): Haider Rasool Daniel Barstow |

| 9 de junio de 2009 | India               | 2:2 | Nueva Zelanda               |                                          |                                          |
|                    | Ram 13' · Kumar 36' |     | 10' S. Child · 32' M. Child | Árbitro(s): Chen Dekang Marcelo Servetto | Árbitro(s): Chen Dekang Marcelo Servetto |

| 10 de junio de 2009 | Singapur | 1:2 | Polonia                      |                                        |                                        |
|                     | Tan 62'  |     | 52' Kozłowski · 70' Makowski | Árbitro(s): Ahmed Youssef Chris Wilson | Árbitro(s): Ahmed Youssef Chris Wilson |

| 11 de junio de 2009 | Países Bajos                  | 3:2 | India                   |                                        |                                        |
|                     | Van der Weerden 10', 13', 51' |     | 5' Antil · 53' I. Kullu | Árbitro(s): Adam Kearns Daniel Barstow | Árbitro(s): Adam Kearns Daniel Barstow |

| 11 de junio de 2009 | Nueva Zelanda                | 3:1 | Singapur      |                                             |                                             |
|                     | S. Child 9', 43' · Clark 49' |     | 56' Anbalagan | Árbitro(s): Daniel López Ramos Saleem Aaron | Árbitro(s): Daniel López Ramos Saleem Aaron |

| 12 de junio de 2009 | Países Bajos                    | 2:2 | Nueva Zelanda             |                                          |                                          |
|                     | Verga 27' · Van der Weerden 44' |     | 52' Inglis · 61' S. Child | Árbitro(s): Marcin Grochal Ayden Shrives | Árbitro(s): Marcin Grochal Ayden Shrives |

| 12 de junio de 2009 | India                          | 4:2 | Polonia                      |                                         |                                         |
|                     | Khan 25' · Kumar 29' · Ram 50' |     | 41' Makowski · 44' Kozłowski | Árbitro(s): Lim Hong Zhen Hichem Azaiez | Árbitro(s): Lim Hong Zhen Hichem Azaiez |

## Segunda fase

### Grupo E
| Equipo       | PJ | PG | PE | PP | GF | GC | DG | Pts |
| ------------ | -- | -- | -- | -- | -- | -- | -- | --- |
| Países Bajos | 3  | 2  | 1  | 0  | 7  | 2  | +5 | 7   |
| Alemania     | 3  | 2  | 1  | 0  | 9  | 5  | +4 | 7   |
| Argentina    | 3  | 1  | 0  | 2  | 6  | 7  | -1 | 3   |
| España       | 3  | 0  | 0  | 3  | 4  | 12 | -8 | 0   |

| 14 de junio de 2009 | Países Bajos                                    | 3:0 | España |                                      |                                      |
|                     | Vermeulen 12' · Van der Weerden 33' · Verga 58' |     |        | Árbitro(s): Nigel Iggo Jang Jung-min | Árbitro(s): Nigel Iggo Jang Jung-min |

| 14 de junio de 2009 | Alemania                               | 3:1 | Argentina    |                                        |                                        |
|                     | Hāner 34' · Oldhafer 63' · Schmidt 69' |     | 28' Mazzilli | Árbitro(s): Marcin Grochal Adam Kearns | Árbitro(s): Marcin Grochal Adam Kearns |

| 15 de junio de 2009 | Argentina     | 1:3 | Países Bajos                                       |                                          |                                          |
|                     | Barreiros 30' |     | 21' Buissant · 47' Van der Weerden · 49' Vermeulen | Árbitro(s): Warren McCully Ayden Shrives | Árbitro(s): Warren McCully Ayden Shrives |

| 15 de junio de 2009 | España                       | 3:5 | Alemania                                                 |                                        |                                        |
|                     | Dabanch 27', 45' · Arana 30' |     | 2', 11' Hāner · 18' Oldhafer · 42' Matania · 65' Miltkau | Árbitro(s): Daniel Barstow Adam Kearns | Árbitro(s): Daniel Barstow Adam Kearns |

| 17 de junio de 2009 | España     | 1:4 | Argentina                                             |                                           |                                           |
|                     | Dabanch 3' |     | 40' Agulleiro · 42' Salis · 49' Gebharht · 56' Tolini | Árbitro(s): Richmond Attipoe Vincent Loos | Árbitro(s): Richmond Attipoe Vincent Loos |

| 17 de junio de 2009 | Países Bajos | 1:1 | Alemania      |                                     |                                     |
|                     | Buissant 38' |     | 12' Fleckhaus | Árbitro(s): Raghu Prasad Nigel Iggo | Árbitro(s): Raghu Prasad Nigel Iggo |

### Grupo F
| Equipo        | PJ | PG | PE | PP | GF | GC | DG | Pts |
| ------------- | -- | -- | -- | -- | -- | -- | -- | --- |
| Australia     | 3  | 3  | 0  | 0  | 11 | 2  | +9 | 9   |
| Nueva Zelanda | 3  | 1  | 1  | 1  | 7  | 7  | 0  | 4   |
| Pakistán      | 3  | 1  | 0  | 2  | 8  | 11 | -3 | 3   |
| Corea del Sur | 3  | 0  | 1  | 2  | 5  | 11 | -6 | 1   |

| 14 de junio de 2009 | Corea del Sur                     | 3:3 | Nueva Zelanda                                |                                                     |                                                     |
|                     | Jeong 28', 63' · Kang Moon-kw 56' |     | 19' S. Child · 25' Jenness · 66' Bartholomew | Árbitro(s): Germán Montes de Oca Daniel López Ramos | Árbitro(s): Germán Montes de Oca Daniel López Ramos |

| 14 de junio de 2009 | Pakistán | 1:6 | Australia                                                                |                                          |                                          |
|                     | Khan 1'  |     | 13' M. Bates · 17', 41' Govers · 21' J. White · 60' Gohdes · 67' Whetton | Árbitro(s): Daniel Barstow Ayden Shrives | Árbitro(s): Daniel Barstow Ayden Shrives |

| 15 de junio de 2009 | Nueva Zelanda                                       | 4:2 | Pakistán  |                                               |                                               |
|                     | Wilson 8' · Jenness 12' · Inglis 47' · S. Child 62' |     | 15' Waqas | Árbitro(s): Richmond Attipoe Marcelo Servetto | Árbitro(s): Richmond Attipoe Marcelo Servetto |

| 15 de junio de 2009 | Australia                     | 3:1 | Corea del Sur |                                              |                                              |
|                     | Gohdes 6', 14' · T. Bates 54' |     | 70' Jeon      | Árbitro(s): Raghu Prasad Roderick Wijsmuller | Árbitro(s): Raghu Prasad Roderick Wijsmuller |

| 17 de junio de 2009 | Corea del Sur    | 1:5 | Pakistán                          |                                       |                                       |
|                     | Kang Moon-ky 70' |     | · 13', 42' Zubair · 28', 68' Khan | Árbitro(s): Adam Kearns Hichem Azaiez | Árbitro(s): Adam Kearns Hichem Azaiez |

| 17 de junio de 2009 | Australia                      | 2:0 | Nueva Zelanda |                                               |                                               |
|                     | Pollard 26' · Kleinschmidt 34' |     |               | Árbitro(s): Chris Wilson Germán Montes de Oca | Árbitro(s): Chris Wilson Germán Montes de Oca |

### Grupo G
| Equipo     | PJ | PG | PE | PP | GF | GC | DG  | Pts |
| ---------- | -- | -- | -- | -- | -- | -- | --- | --- |
| India      | 3  | 3  | 0  | 0  | 20 | 2  | +18 | 9   |
| Bélgica    | 3  | 2  | 0  | 1  | 8  | 6  | +2  | 6   |
| Japón      | 3  | 1  | 0  | 2  | 6  | 14 | -8  | 3   |
| Inglaterra | 3  | 0  | 0  | 3  | 1  | 13 | -12 | 0   |

| 14 de junio de 2009 | Bélgica                 | 2:0 | Inglaterra |                                            |                                            |
|                     | Boon 13' · Keusters 22' |     |            | Árbitro(s): Marcelo Servetto Hichem Azaiez | Árbitro(s): Marcelo Servetto Hichem Azaiez |

| 14 de junio de 2009 | India                                               | 7:2 | Japón                         |                                          |                                          |
|                     | Ram 11' · Antil 18', 24' · Khan 52', 70' · 58', 62' |     | 41' Fujiyoshi · 65' K. Tanaka | Árbitro(s): Warren McCully Ahmed Youssef | Árbitro(s): Warren McCully Ahmed Youssef |

| 15 de junio de 2009 | India                 | 4:0 | Bélgica |                                              |                                              |
|                     | Ram 25' · Mujtaba 27' |     |         | Árbitro(s): Daniel López Ramos Jang Jung min | Árbitro(s): Daniel López Ramos Jang Jung min |

| 15 de junio de 2009 | Inglaterra    | 1:2 | Japón           |                                        |                                        |
|                     | Griffiths 42' |     | 1', 58' R. Kubo | Árbitro(s): Lim Hong Zhen Saleem Aaron | Árbitro(s): Lim Hong Zhen Saleem Aaron |

| 17 de junio de 2009 | Bélgica                                             | 6:2 | Japón                      |                                              |                                              |
|                     | Peeters 21', 58' · Denayer 30', 70' · Boon 65', 69' |     | 8' R. Kubo · 31' Fujiyoshi | Árbitro(s): Kanaisan Kanapathy Ahmed Youssef | Árbitro(s): Kanaisan Kanapathy Ahmed Youssef |

| 17 de junio de 2009 | India                                                          | 9:0 | Inglaterra |                                         |                                         |
|                     | Mujtaba 1', 20' · Ram 23', 48', 67' · Antil 52' · I. Kullu 63' |     |            | Árbitro(s): Lim Hong Zhen Ayden Shrives | Árbitro(s): Lim Hong Zhen Ayden Shrives |

### Grupo H
| Equipo    | PJ | PG | PE | PP | GF | GC | DG | Pts |
| --------- | -- | -- | -- | -- | -- | -- | -- | --- |
| Polonia   | 3  | 2  | 1  | 0  | 8  | 6  | +2 | 7   |
| Malasia   | 3  | 1  | 1  | 1  | 6  | 5  | +1 | 4   |
| Egipto    | 3  | 0  | 3  | 0  | 5  | 5  | 0  | 3   |
| Sudáfrica | 3  | 0  | 1  | 2  | 7  | 10 | -3 | 1   |

| 14 de junio de 2009 | Egipto                     | 2:2 | Sudáfrica                  |                                        |                                        |
|                     | Abdelhakim 52' · Edris 70' |     | 21' Vervoort · 47' Panther | Árbitro(s): Raghu Prasad Lim Hong Zhen | Árbitro(s): Raghu Prasad Lim Hong Zhen |

| 14 de junio de 2009 | Malasia    | 1:2 | Polonia                       |                                      |                                      |
|                     | Faizal 33' |     | 28' Baniewicz · 65' Oszyjczyk | Árbitro(s): Chen Dekang Saleem Aaron | Árbitro(s): Chen Dekang Saleem Aaron |

| 15 de junio de 2009 | Polonia       | 1:1 | Egipto      |                                    |                                    |
|                     | Kozłowski 46' |     | 33' Ghabran | Árbitro(s): Cris Wilson Nigel Iggo | Árbitro(s): Cris Wilson Nigel Iggo |

| 15 de junio de 2009 | Malasia                | 3:1 | Sudáfrica    |                                                |                                                |
|                     | Faizal 19' · 63' · 67' |     | 16' Vervoort | Árbitro(s): Germán Montes de Oca Hichem Azaiez | Árbitro(s): Germán Montes de Oca Hichem Azaiez |

| 17 de junio de 2009 | Sudáfrica                             | 4:5 | Polonia                                                           |                                      |                                      |
|                     | Vervoort 15', 27' · Phillips 42', 55' |     | 2' Makowski · 31', 33' Kozłowski · 52' Nowakowski · 58' Oszyjczyk | Árbitro(s): Chen Dekang Saleem Aaron | Árbitro(s): Chen Dekang Saleem Aaron |

| 17 de junio de 2009 | Malasia          | 2:2 | Egipto         |                                              |                                              |
|                     | Faizal 25' · 47' |     | 28' · 69' Atef | Árbitro(s): Haider Rasool Daniel López Ramos | Árbitro(s): Haider Rasool Daniel López Ramos |

### Grupo I
| Equipo         | PJ | PG | PE | PP | GF | GC | DG | Pts |
| -------------- | -- | -- | -- | -- | -- | -- | -- | --- |
| Rusia          | 3  | 2  | 0  | 1  | 11 | 9  | +2 | 6   |
| Chile          | 3  | 2  | 0  | 1  | 9  | 8  | +1 | 6   |
| Estados Unidos | 3  | 2  | 0  | 1  | 8  | 7  | +1 | 6   |
| Singapur       | 3  | 0  | 0  | 3  | 8  | 12 | -4 | 0   |

| 14 de junio de 2009 | Estados Unidos                             | 4:3 | Rusia                                  |                                             |                                             |
|                     | Pelle 18' · Padhiar 24', 52' · Ginolfi 26' |     | 10' Mayorov · 43' Komarov · 63' Yankun | Árbitro(s): Vincent Loos Kanaisan Kanapathy | Árbitro(s): Vincent Loos Kanaisan Kanapathy |

| 14 de junio de 2009 | Chile                                                             | 5:3 | Singapur                  |                                         |                                         |
|                     | Krussig 20' · Fuenzalida 33' · Thiermann 35' · Rodríguez 65', 68' |     | 7' · 38' Sivalingam · 53' | Árbitro(s): Satoshi Kondo Haider Rasool | Árbitro(s): Satoshi Kondo Haider Rasool |

| 16 de junio de 2009 | Rusia                                        | 4:2 | Chile                      |                                        |                                        |
|                     | Mayorov 12', 70' · Komarov 13' · Golubev 38' |     | 5' Rodríguez · 45' Achondo | Árbitro(s): Marcin Grochal Chen Dekang | Árbitro(s): Marcin Grochal Chen Dekang |

| 16 de junio de 2009 | Singapur      | 2:3 | Estados Unidos            |                                              |                                              |
|                     | 25' Tan · 67' |     | 30' Szoke · 47', 70' Holt | Árbitro(s): Ahmed Youssef Daniel López Ramos | Árbitro(s): Ahmed Youssef Daniel López Ramos |

| 17 de junio de 2009 | Singapur                  | 3:4 | Rusia                          |                                            |                                            |
|                     | 15' · Anbalagan 26' · 41' |     | 35', 45' Mayorov · 50' Golubev | Árbitro(s): Satoshi Kondo Marcelo Servetto | Árbitro(s): Satoshi Kondo Marcelo Servetto |

| 17 de junio de 2009 | Estados Unidos | 1:2 | Chile                       |                                          |                                          |
|                     | Ginolfi 63'    |     | 11' Richter · 30' Rodríguez | Árbitro(s): Daniel Barstow Jang Jung-min | Árbitro(s): Daniel Barstow Jang Jung-min |

## Fase final

### Decimonoveno puesto
| 20 de junio de 2009 | Estados Unidos | 1:3 | Singapur            |                                              |                                              |
|                     | Ginolfi 60'    |     | 29', 58' Sivalingam | Árbitro(s): Kanaisan Kanapathy Hichem Azaiez | Árbitro(s): Kanaisan Kanapathy Hichem Azaiez |

### Decimoséptimo puesto
| 20 de junio de 2009 | Rusia                        | 3:5 | Chile                                                 |                                        |                                        |
|                     | Larikov 44' · Pozdnyakov 59' |     | 33' Thiermann · 48', 50' Siebert · 59', 68' Rodríguez | Árbitro(s): Ahmed Youssef Saleem Aaron | Árbitro(s): Ahmed Youssef Saleem Aaron |

### Decimoquinto puesto
| 19 de junio de 2009 | Sudáfrica                                                      | 2:2 (6:5 p.)               | Inglaterra                                          |                                         |                                         |
|                     | Grobler 53' · Phillips 66'                                     |                            | 31', 51' Edmonstone                                 | Árbitro(s): Haider Rasool Satoshi Kondo | Árbitro(s): Haider Rasool Satoshi Kondo |
|                     |                                                                | Tiros desde el punto penal |                                                     |                                         |                                         |
|                     | Vervoort Pretorius Van Helsdingen Phillips Paton ____ Vervoort |                            | Catlin Kinder Beckett Griffiths Edwards ____ Catlin |                                         |                                         |

### Decimotercer puesto
| 20 de junio de 2009 | Japón                     | 2:1 | Egipto  |                                      |                                      |
|                     | R. Kubo 9' · Kitazato 66' |     | 5' Atef | Árbitro(s): Vincent Loos Chen Dekang | Árbitro(s): Vincent Loos Chen Dekang |

### Decimoprimer puesto
| 20 de junio de 2009 | Bélgica                                   | 3:2 | Malasia |                                           |                                           |
|                     | Denayer 26' · Gougnard 35' · Keusters 39' |     |         | Árbitro(s): Raghu Prasad Marcelo Servetto | Árbitro(s): Raghu Prasad Marcelo Servetto |

### Noveno puesto
| 20 de junio de 2009 | India                              | 4:0 | Polonia |                                             |                                             |
|                     | Khan 18' · Mujtaba 46' · Lakra 58' |     |         | Árbitro(s): Daniel López Ramos Chris Wilson | Árbitro(s): Daniel López Ramos Chris Wilson |

### Séptimo puesto
| 19 de junio de 2009 | España                               | 3:4 | Corea del Sur                                  |                                         |                                         |
|                     | Casasayas 6' · García 9' · Arana 28' |     | 29', 67' Kang Moon-kw · 49' Lee Do. · 69' Jeon | Árbitro(s): Richmond Attipoe Nigel Iggo | Árbitro(s): Richmond Attipoe Nigel Iggo |

### Quinto puesto
| 19 de junio de 2009 | Argentina     | 1:4 | Pakistán                           |                                          |                                          |
|                     | Barreiros 16' |     | 9' Shahzad · 45', 63' Rasool · 65' | Árbitro(s): Jang Jung-min Marcin Grochal | Árbitro(s): Jang Jung-min Marcin Grochal |

### Semifinales
| 19 de junio de 2009 | Australia                     | 2:3 (t.e) | Alemania                     |                                                |                                                |
|                     | Kleinschmidt 34' · Gohdes 44' |           | 18', 75' Fuchs · 27' Schmidt | Árbitro(s): Ayden Shrives Germán Montes de Oca | Árbitro(s): Ayden Shrives Germán Montes de Oca |

| 19 de junio de 2009 | Países Bajos                                            | 4:1 | Nueva Zelanda |                                        |                                        |
|                     | Buissant 39' · Van der Weerden 60', 62' · Kemperman 65' |     | 24' S. Child  | Árbitro(s): Adam Kearns Daniel Barstow | Árbitro(s): Adam Kearns Daniel Barstow |

### Tercer puesto
| 21 de junio de 2009 | Australia                                      | 4:1 | Nueva Zelanda   |                                          |                                          |
|                     | T. Bates 14', 27' · M. Bates 24' · Lockley 64' |     | 47' Bartholomew | Árbitro(s): Jang Jung-min Warren McCully | Árbitro(s): Jang Jung-min Warren McCully |

### Final
| 21 de junio de 2009 | Alemania                               | 3:1 | Países Bajos        |                                           |                                           |
|                     | Miltkau 24' · Fuchs 54' · Fleckaus 61' |     | 22' Van der Weerden | Árbitro(s): Raghu Prasad Marcelo Servetto | Árbitro(s): Raghu Prasad Marcelo Servetto |

| Bandera de Alemania |
| Campeón Alemania    |

## Trofeos y reconocimientos
| Mayor goleador       | Jugador del torneo | Arquero del torneo | Juego limpio |
| -------------------- | ------------------ | ------------------ | ------------ |
| Mink van der Weerden | Simon Child        | Niklas Sakowsky    | Alemania     |

## Posiciones
| Posición | Equipo         |
| -------- | -------------- |
| 1        | Alemania       |
| 2        | Países Bajos   |
| 3        | Australia      |
| 4        | Nueva Zelanda  |
| 5        | Pakistán       |
| 6        | Argentina      |
| 7        | Corea del Sur  |
| 8        | España         |
| 9        | India          |
| 10       | Polonia        |
| 11       | Bélgica        |
| 12       | Malasia        |
| 13       | Japón          |
| 14       | Egipto         |
| 15       | Sudáfrica      |
| 16       | Inglaterra     |
| 17       | Chile          |
| 18       | Rusia          |
| 19       | Singapur       |
| 20       | Estados Unidos |